# 小行星6265
小行星6265（英語：6265）是一颗围绕太阳公转的小行星。1985年10月11日，T. F. Fric、R. J. Gilbrech在帕洛马山发现了此天体。
这颗小行星的绝对星等为281.2315505105912等。